# Morelia spilota ssp. imbricata
Morelia spilota ssp. imbricata је подврста класе Reptilia која припада реду Squamata. 

## Угроженост
Ова врста је на нижем степену опасности од изумирања, и сматра се скоро угроженим таксоном.

## Распрострањење
Аустралија је једино познато природно станиште врсте.

## Станиште
Врста Morelia spilota ssp. imbricata има станиште на копну.